# Domanínek
Domanínek (německy Klein Domanin) je část města Bystřice nad Pernštejnem v okrese Žďár nad Sázavou. Nachází se na severozápadě Bystřice nad Pernštejnem. Prochází zde silnice I/19. V roce 2009 zde bylo evidováno 38 adres. V roce 2001 zde trvale žilo 136 obyvatel.
Domanínek je také název katastrálního území o rozloze 1,37 km2.